# Kanalschubschiff Typ 300 (KSS 24)
Das Kanalschubschiff Typ 300 (KSS 24), auch kurz KSS 24 genannt, ist ein Schubboottyp der DDR-Binnenschifffahrt und wurde von 1982 bis 1986 auf der Yachtwerft Berlin in Berlin-Köpenick gebaut.

## Geschichte

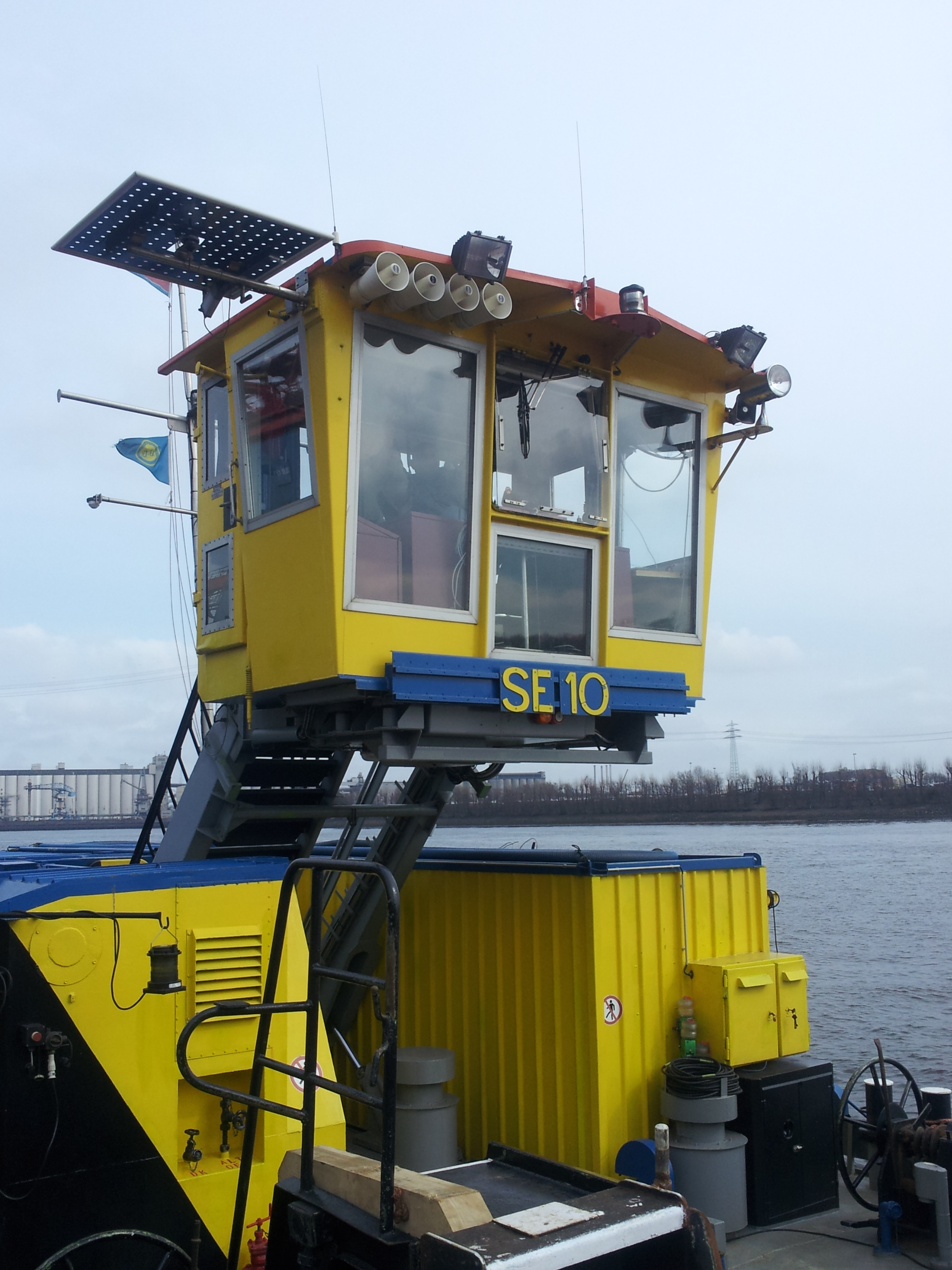
Schubschiff SE 10, ex Schub 2410 mit hochgefahrenem Steuerhaus.

Anfang der 1980er Jahre gab die Deutsche Binnenreederei in der DDR die Entwicklung eines Kanalschubschiffes in Auftrag. Es sollte eine robuste, stationäre, einschraubige Antriebsanlage erhalten. Das Ruderhaus sollte über eine Hubschwinge eine Fahrstandsaugenhöhe von mindestens sechs Meter bieten. Den Bauauftrag erhielt die Yachtwerft Berlin. Das erste Schiff wurde im Sommer 1982 auf Kiel gelegt. Der Stapellauf des ersten Schiffes erfolgte unter der vorläufigen firmeninternen Registriernummer Schub 2400 am 13. Dezember 1982. Seine Indienststellung erfolgte am 21. März 1983. Mit der Privatisierung des Unternehmens nach 1990 wurden einige Schiffe veräußert bzw. ausgeflaggt. Der überwiegende Teil der Schiffe fährt inzwischen unter polnischer Flagge.

## Entwurf und Bau
Der Schiffskörper ist in Pontonform gefertigt und durch drei Schotten in vier wasserdichte Abteilungen unterteilt, die Achterpiek, den Heiz-, Hydraulik- und Stauraum, den Maschinenraum und die Vorpiek. Die Decksaufbauten sind containerartig aufgesetzt. Insgesamt liefen 34 Schiffe der Baureihe 300 vom Stapel. Die Schiffe sind 16,50 Meter lang, 8,15 Meter breit und haben einen durchschnittlichen Tiefgang von 1,57 Meter. Die Seitenhöhe beträgt 2,50 Meter und die Gesamthöhe 3,95 Meter. Als Hauptmaschine wurde werftmäßig der Typ 6 VD 36/24-IU mit 221 kW (300 PS) der Firma SKL in Magdeburg eingebaut. Inzwischen wurden jedoch einige Hauptmotore und Hilfsmaschinen durch andere Fabrikate ersetzt. Die Schubschiffe erreichen im Schubverband eine Reisegeschwindigkeit von 10,8 bis 12 km/h. Laut Werftzulassung besitzen sie die DSRK-Klasse: KM V / EDE 3 Schubschiff „Eis“. Die Schiffe waren ursprünglich für die Schubschifffahrt mit zwei Großprahmen von je 65,00 Metern Länge auf maximal 2,10 Meter Tiefgang abgeladen bzw. mit vier Normalprahmen je 32,50 Metern Länge auf strömungsarmen Kanälen und Seen vorgesehen und werden auch auf küstennahen Gewässern eingesetzt. Sie entsprechen den Vorschriften zum Schieben von Tankschiffen K 3. Die Schiffe gehörten nach Indienststellung zum VEB Binnenreederei Berlin in der DDR und hatten die Registernummer SCH 24XX. Die Baureihe wurde nach dem Baukastensystem gefertigt und mit auswechselbaren, containerartigen Wohnungen und Sanitärräumen für die Besatzung ausgestattet.